# 焦德海
焦德海（1878年—1935年7月31日），是中国相声第四代演员，北京天桥的相声艺人相声八德之一。
生于北京。曾学竹板书，后改学相声，拜徐长福为师。最初在北京天桥撂地说相声，后来到青云阁茶社等处献艺，还经常应邀参加堂会演出。他以说、学见长，口齿清晰，语言幽默，台風稳健，表情细腻。
焦德海兒子名少海，字榮源，亦說相聲，兼說評書，惟聲望不如乃父，收入欠佳。焦德海過世後，由其徒張壽臣協助，由衆名伶捐款購置棺木方得殮葬。

## 著名作品
- 珍珠翡翠白玉汤
- 山东斗法
- 《五人义》
- 《假行家》
- 《吃饺子》
- 《财迷回家》
- 《坟头子》
- 《开粥厂》
- 《洋药方》
- 《对对子》
- 《打白朗》
- 《老老年》